# Esmée
Esmée (auch Esmee) ist ein weiblicher Vorname, abgeleitet vom altfranzösischen Wort esmer (estimer). Esmée (estimée) bedeutet also geschätzt, gemocht, geliebt.

## Namensträger
- Esmée Liliane Amuat (* 1989), Schweizer Film- und Theaterschauspielerin
- Esmée Böbner (* 1999), Schweizer Beachvolleyballspielerin
- Esmée Denters (* 1988), niederländische Sängerin und Songwriterin
- Esmée van Eeghen (1918–1944), niederländische Widerstandskämpferin
- Esmee Hawkey (* 1998), britische Automobilrennfahrerin
- Esmée Olthuis (* 1969), niederländische Jazz- und Improvisationsmusikerin und Musikpädagogin
- Esmee Visser (* 1996), niederländische Eisschnellläuferin